# Julie Smith (schermitrice)
Julie Smith (17 giugno 1972) è un'ex schermitrice statunitense.

## Palmarès
In carriera ha conseguito i seguenti risultati:
- Giochi Panamericani:

Winnipeg 1999: bronzo nella spada a squadre e nel fioretto a squadre.